# Ecclesia (revista)
Ecclesia es una revista española con información, documentación y opinión sobre la actualidad de la Iglesia católica, y sobre los aspectos de la vida social relacionados con lo religioso.

## Historia
La revista Ecclesia comenzó a publicarse en Madrid en 1941. Inspirada por el cardenal Isidro Gomá, fue puesta en marcha por el presbítero Zacarías de Vizcarra,Secretario general de la Acción Católica Española, quien la convirtió en la revista central del catolicismo español durante tres décadas (1941-1969). Su periodicidad fue: quincenal (1941), semanal (1942-2021),y mensual (desde 2022).
Comenzó como un órgano de la Dirección Central de la Acción Católica Española, para transformarse paulatinamente en el portavoz oficioso de la Iglesia en España. Durante la Segunda Guerra Mundial, Radio Vaticano fue una de sus principales fuentes de información. Antonio Blasco Teresa, compatibilizaba su trabajo de taquígrafo en la revista y en la Embajada inglesa, desde donde transcribía los discursos de Pío XII y otras informaciones de la Santa Sede, que oía a través de la emisora vaticana, y que hacía llegar a Ecclesia.
La revista tuvo un papel destacado durante el Concilio Vaticano II, cuyos documentos magisteriales dio a conocer en España y en toda la comunidad hispanoamericana. Sus tres referentes principales son: España, Vaticano y América Latina.
Ecclesia se convirtió en una auténtica escuela de periodismo católico. Por su redacción pasaron importantes figuras del periodismo católico español del siglo XX: el obispo Antonio Montero Moreno, monseñor Jesús Iribarren, Joaquín Luis Ortega, o José Mª Javierre Ortas, entre otros. 
En 1982 la revista fue cedida a la Conferencia Episcopal Española, de la que depende a través de la Secretaría General y de la Comisión Episcopal de Medios de Comunicación Social.
En 2019, Ecclesia cambió de imageny en 2022, de periodicidad, pasando de semanal a mensual.

### Directores de Ecclesia
Desde su fundación en 1941, han sido directores de Ecclesia:
- Zacarías de Vizcarra y Arana: enero-abril de 1941.
- Emilio Bellón Villar: abril de 1941-abril de 1942.
- Jesús Iribarren Rodríguez: abril de 1942-1954.
- Antonio Montero: 1954-1967.
- Agapito Tapiador: 1967-1971.
- Juan José Giménez Medina: 1972-1975.
- Joaquín Luis Ortega: 1975-1985.
- José Antonio Carro Celada: 1985-2004.
- Jesús de las Heras Muela: 2004-2019.
- Silvia Rozas, FI: 2019-2023
- Sara de la Torre: 2023
- Fran Otero: 2023-

### Medios digitales
En febrero de 2022 se unificaron bajo la marca Ecclesia, todos los medios digitales de la Conferencia Episcopal Española: la web de la revista Ecclesia, la Agencia SIC —Servicio de Información de la Iglesia Católica en España—, y Aleluya —servicio de información religiosa de COPE—. El proceso de fusión, llevado a cabo por Silvia Rozas, se realizó en dos soportes: papel y digital, bajo el paraguas de Abside media. Desde entonces, las tres webs están integradas en la web de Ecclesia, alojada en el portal de COPE.es. Además nació una aplicación móvil exclusiva para Ecclesia, cuyos contenidos corresponden a Abside Media y el apoyo técnico a COPE.
Desde julio de 2023 la revista Ecclesia está integrada dentro del Servicio de Publicaciones y Editoriales de la Conferencia Episcopal Española.